# Sebastián Zapata
Sebastián Zapata es un deportista argentino que compitió en taekwondo. Ganó una medalla de bronce en los Juegos Panamericanos de 1995, y una medalla de oro en el Campeonato Panamericano de Taekwondo de 1996.

## Palmarés internacional
| Juegos Panamericanos    | Juegos Panamericanos      | Juegos Panamericanos | Juegos Panamericanos |
| Año                     | Lugar                     | Medalla              | Categoría            |
| ----------------------- | ------------------------- | -------------------- | -------------------- |
| 1995                    | Mar del Plata (Argentina) | Medalla de bronce    | –70 kg               |
| Campeonato Panamericano |                           |                      |                      |
| Año                     | Lugar                     | Medalla              | Categoría            |
| 1996                    | La Habana (Cuba)          | Medalla de oro       | –70 kg               |